# Beckemeyer
Beckemeyer es una villa ubicada en el condado de Clinton en el estado estadounidense de Illinois. En el Censo de 2010 tenía una población de 1040 habitantes y una densidad poblacional de 655,05 personas por km².

## Geografía
Beckemeyer se encuentra ubicada en las coordenadas 38°36′21″N 89°25′56″O / 38.60583, -89.43222. Según la Oficina del Censo de los Estados Unidos, Beckemeyer tiene una superficie total de 1.59 km², de la cual 1.59 km² corresponden a tierra firme y (0%) 0 km² es agua.

## Demografía
Según el censo de 2010, había 1040 personas residiendo en Beckemeyer. La densidad de población era de 655,05 hab./km². De los 1040 habitantes, Beckemeyer estaba compuesto por el 97.6% blancos, el 0% eran afroamericanos, el 0.29% eran amerindios, el 0.48% eran asiáticos, el 0% eran isleños del Pacífico, el 0.77% eran de otras razas y el 0.87% pertenecían a dos o más razas. Del total de la población el 5.1% eran hispanos o latinos de cualquier raza.